# TLC: Tables, Ladders & Chairs (2019)
TLC: Tables, Ladders & Chairs (2019) — щорічне pay-per-view шоу «TLC», що проводиться федерацією реслінгу WWE, в якому брали участь бійці бренду Raw та SmackDown. Концепція шоу полягає в використанні столів, сходів і стільців під час поєдинків. PPV відбулося 16 грудня 2019 року у Таргет-центр в місті Міннеаполіс, Міннесота США. Це було 11-те шоу в історії «TLC». Вісім матчів відбулися під час шоу та одне з них перед показом.

## Матчі
| №                                | Матч                                                                                         | Тип матчу                                                                                 | Час   |
| -------------------------------- | -------------------------------------------------------------------------------------------- | ----------------------------------------------------------------------------------------- | ----- |
| Kick off                         | Умберто Каррільйо переміг Андраде (з Зеліною Вегою)                                          | Одиночний матч                                                                            | 12:45 |
| 1                                | The New Day (Біг І та Кофі Кінгстон) (с) перемогли Revival (Скотт Довсон і Деш Уайлдер)      | Командний матч з драбинами за командне чемпіонство WWE SmackDown                          | 19:20 |
| 2                                | Алістер Блек переміг Бадді Мерфі                                                             | Одиночний матч                                                                            | 13:45 |
| 3                                | Viking Raiders (c) проти Карла Андерсона та Люк Галлоуза закінчилось подвійним відрахуванням | Командний матч з драбинами за командне чемпіонство WWE Raw                                | 08:30 |
| 4                                | Король Корбін переміг Романа Рейнса                                                          | Матч зі столами, драбинами та стільцями                                                   | 22:20 |
| 5                                | Брей Ваятт переміг Міза                                                                      | Одиночний матч                                                                            | 06:40 |
| 6                                | Боббі Лешлі (з Ланою) переміг Русєва                                                         | Матч зі столами                                                                           | 13:30 |
| 7                                | The Kabuki Warriors(Аска та Кайрі Ходзе) перемогли Беккі Лінч та Шарлотт Флер                | Командний матч зі столами, драбинами та стільцями за командне чемпіонство WWE серед жінок | 26:00 |
| (c) — чемпіон на момент поєдинку |                                                                                              |                                                                                           |       |